# Morti nel 1969/Ottobre
| Questa pagina contiene informazioni ricavate automaticamente dalle voci biografiche con l'ausilio del template Bio e di un bot. L'aggiornamento è periodico e automatico e ricostruisce completamente la pagina. Se manca una persona in questa lista, sei pregato di non aggiungerla, ma accertati piuttosto che la sua voce biografica contenga il template Bio e che i dati anagrafici siano correttamente compilati. Se il template Bio manca, inseriscilo tu stesso o, in alternativa, metti l'avviso {{tmp\|Bio}} che ne segnala la mancanza. Se i dati riportati sono sbagliati, correggi direttamente la voce biografica; le modifiche saranno visibili in questa lista entro pochi giorni. Per chiarimenti vedi il progetto biografie. La lista contiene solo le 88 persone che sono citate nell'enciclopedia e per le quali è stato implementato correttamente il template Bio. Pagina aggiornata al 3 mar 2024. |

- 1º ottobre - Gunnar Andersson, calciatore svedese (n. 1928)
- 1º ottobre - Dick Farley, cestista statunitense (n. 1932)
- 2 ottobre - Arthur John Arberry, arabista e iranista britannico (n. 1905)
- 2 ottobre - George Coedès, storico e archeologo francese (n. 1886)
- 2 ottobre - Katharine Susannah Prichard, scrittrice australiana (n. 1883)
- 3 ottobre - Charles Burnell, canottiere britannico (n. 1876)
- 3 ottobre - Neal Burns, attore e regista statunitense (n. 1892)
- 3 ottobre - Skip James, chitarrista e pianista statunitense (n. 1902)
- 4 ottobre - S.A. Lynch, imprenditore statunitense (n. 1882)
- 4 ottobre - Natalino Otto, cantante, batterista e produttore discografico italiano (n. 1912)
- 4 ottobre - Guido Slataper, militare italiano (n. 1897)
- 5 ottobre - Renato Bitossi, politico, sindacalista e antifascista italiano (n. 1899)
- 5 ottobre - Renato Donatelli, cardiochirurgo italiano (n. 1927)
- 6 ottobre - Volger Andersson, fondista svedese (n. 1896)
- 6 ottobre - Walter Hagen, golfista statunitense (n. 1892)
- 6 ottobre - Arthur Prior, filosofo e logico neozelandese (n. 1914)
- 7 ottobre - Lars Ekborg, attore e cantante svedese (n. 1926)
- 7 ottobre - Natal'ja Lisenko, attrice russa (n. 1884)
- 7 ottobre - Ture Nerman, politico svedese (n. 1886)
- 7 ottobre - Léon Scieur, ciclista su strada belga (n. 1888)
- 7 ottobre - Nils Voss, ginnasta norvegese (n. 1886)
- 8 ottobre - Luigi Ceriani, imprenditore e scacchista italiano (n. 1894)
- 8 ottobre - Eduardo Ciannelli, attore italiano (n. 1888)
- 9 ottobre - Paolo Mezzanotte, architetto, pittore e storiografo italiano (n. 1878)
- 9 ottobre - Elsa Rendschmidt, pattinatrice artistica su ghiaccio tedesca (n. 1886)
- 10 ottobre - Kurt Blome, scienziato tedesco (n. 1894)
- 10 ottobre - Martin Gusinde, presbitero e etnologo austriaco (n. 1886)
- 11 ottobre - Enrique Ballesteros, calciatore uruguaiano (n. 1905)
- 11 ottobre - John English, regista e montatore britannico (n. 1903)
- 11 ottobre - Kazimierz Sosnkowski, politico e generale polacco (n. 1885)
- 12 ottobre - Sonja Henie, pattinatrice artistica su ghiaccio, attrice e collezionista d'arte norvegese (n. 1912)
- 12 ottobre - Serge Poliakoff, pittore russo (n. 1906)
- 12 ottobre - Veli Saarinen, fondista e dirigente sportivo finlandese (n. 1902)
- 12 ottobre - Juho Saaristo, giavellottista finlandese (n. 1891)
- 12 ottobre - Carlo Speroni, mezzofondista italiano (n. 1895)
- 12 ottobre - Sirio Tofanari, scultore italiano (n. 1886)
- 12 ottobre - Karl Uhle, calciatore tedesco (n. 1887)
- 13 ottobre - Filiberto Corelli, pittore e calciatore italiano (n. 1886)
- 14 ottobre - Arnie Herber, giocatore di football americano statunitense (n. 1910)
- 14 ottobre - Ardeshir Irani, regista e produttore cinematografico indiano (n. 1886)
- 14 ottobre - Giulio Pastore, sindacalista e politico italiano (n. 1902)
- 15 ottobre - Abdirashid Ali Shermarke, politico somalo (n. 1919)
- 15 ottobre - Márton Homonnai, pallanuotista ungherese (n. 1906)
- 15 ottobre - Rod La Rocque, attore statunitense (n. 1898)
- 15 ottobre - Giorgio Mastino Del Rio, politico e avvocato italiano (n. 1899)
- 15 ottobre - Antonio Putzolu, politico e avvocato italiano (n. 1894)
- 16 ottobre - Gioacchino Bettini, calciatore e allenatore di calcio italiano (n. 1911)
- 16 ottobre - Leonard Chess, produttore discografico statunitense (n. 1917)
- 16 ottobre - Teodora di Grecia, principessa greca (n. 1906)
- 18 ottobre - Filippo Bottino, sollevatore italiano (n. 1888)
- 18 ottobre - Marco Antonio Dressino, presbitero e religioso italiano (n. 1877)
- 18 ottobre - Victoria Gucovsky, educatrice, scrittrice e giornalista argentina (n. 1890)
- 18 ottobre - Gyula Mándi, allenatore di calcio e calciatore ungherese (n. 1899)
- 19 ottobre - Luciano Capitanio, fumettista italiano (n. 1934)
- 19 ottobre - Lacey Hearn, mezzofondista statunitense (n. 1881)
- 19 ottobre - Leopoldo Rubinacci, politico, avvocato e sindacalista italiano (n. 1903)
- 20 ottobre - Antonio Costantini, politico italiano (n. 1899)
- 20 ottobre - Werner Janensch, paleontologo e geologo tedesco (n. 1878)
- 20 ottobre - Salvatore Rotolo, vescovo cattolico italiano (n. 1881)
- 20 ottobre - Salvatore Sanmartino, politico italiano (n. 1886)
- 21 ottobre - Jack Kerouac, scrittore, poeta e pittore statunitense (n. 1922)
- 21 ottobre - Wacław Sierpiński, matematico polacco (n. 1882)
- 22 ottobre - Tommy Edwards, cantante statunitense (n. 1922)
- 22 ottobre - Ralph Staub, regista, sceneggiatore e produttore cinematografico statunitense (n. 1899)
- 22 ottobre - Vittorio Tur, ammiraglio italiano (n. 1882)
- 22 ottobre - Behice Hanım,  ottomana (n. 1882)
- 23 ottobre - Guido Maffiotti, compositore, clavicembalista e organista italiano (n. 1895)
- 23 ottobre - Jack Underman, cestista statunitense (n. 1925)
- 24 ottobre - Carl Brumbaugh, giocatore di football americano statunitense (n. 1906)
- 24 ottobre - Abe Simon, pugile statunitense (n. 1913)
- 25 ottobre - Will-Erich Peuckert, antropologo e saggista tedesco (n. 1895)
- 26 ottobre - Nicolás Perchicot, attore spagnolo (n. 1884)
- 26 ottobre - Cyril Slater, hockeista su ghiaccio canadese (n. 1897)
- 27 ottobre - Wilhelm Langkeit, ufficiale tedesco (n. 1907)
- 27 ottobre - Giorgio Scerbanenco, giornalista e scrittore italiano (n. 1911)
- 28 ottobre - Luigi Centoz, arcivescovo cattolico italiano (n. 1883)
- 28 ottobre - Kornej Ivanovič Čukovskij, poeta, traduttore e critico letterario russo (n. 1882)
- 28 ottobre - Constance Dowling, attrice statunitense (n. 1920)
- 29 ottobre - Cecilia Cuțescu-Storck, pittrice e docente rumena (n. 1879)
- 29 ottobre - Sholto Douglas, generale britannico (n. 1893)
- 29 ottobre - Pops Foster, musicista statunitense (n. 1892)
- 29 ottobre - Francisco Orlich Bolmarcich, politico costaricano (n. 1907)
- 29 ottobre - Samuel Miklos Stern, orientalista ungherese (n. 1920)
- 30 ottobre - Tony Sbarbaro, compositore statunitense (n. 1897)
- 31 ottobre - Carlos Alberto Arroyo del Río, politico ecuadoriano (n. 1893)
- 31 ottobre - David Aylott, regista, attore e sceneggiatore inglese (n. 1885)
- 31 ottobre - Marco Antonio Mandruzzato, schermidore italiano (n. 1923)
- 31 ottobre - Juan Emiliano O'Leary, storiografo e poeta paraguaiano (n. 1879)